# Marabout (Metro de Charleroi)
La estación de Marabout es una estación de la red de metro de Charleroi operada por la línea .

## Presentación
La estación es subterránea, aunque seguidamente después las vías del metro suben a la superficie. Su construcción comenzó en los años 80, permaneciendo más de 20 años en estado inconcluso. Está muy decorada, con elementos naturales como el mármol. Una raya roja representando una línea del tiempo está presente a lo largo de las paredes de ambas vías.

## Accesos
- Sentier Geanty

## Conexiones
| Línea | Procedencia     | Parada         | Destino               |
| ----- | --------------- | -------------- | --------------------- |
| 11    | JUMET Madeleine | GILLY Marabout | MONT-SUR-SAMBRE Place |
| 12    | GILLY Cimetière | GILLY Marabout | LOVERVAL IMTR         |